# 蕭源
蕭源（英語：Weslie Siao Chi-yung，1975年12月6日—），原名蕭志勇，曾用名蕭炫，香港補習名師，科幻小說作家，1997年在樹仁學院中文系取得榮譽文憑，其後於升格後的原校——樹仁大學取得中國語文教育碩士。為中國語文科導師，曾於大型連鎖補習社英皇教育任教。2015年5月29日宣布轉至現代教育任教。香港教育國際（1082）宣布旗下的現代教育從2018年8月10日起，終止與蕭志勇訂立的服務合約。2020年，蕭源被裁定兩項串謀公職人員行為失當罪成，被判處監禁14個月。

## 專欄作家
- 2008年，為《明報》撰寫「會考摘5★秘笈」及「高考摘A秘笈」試卷，分享應試心得。
- 2007年起，為《星島日報》撰寫教育版專欄《S-File》。
- 2011年至2012年，為《星島日報》撰寫撰寫5個欄目，包括《DSE中文科模擬試題》、《名師Blog》、《文憑試攻略》、《寫作萬能俠》及《閱理教室》。
- 2013年至今，為《星島日報》撰寫撰寫教育版專欄《文憑試攻略》、《S-File》。

## 傳媒訪問
- 無綫電視《新聞透視》訪問出題走勢。
- 獲亞洲電視邀請，擔任30集的「詩遊記」嘉賓，分享詩詞心得。
- 拍攝Now TV「Mock測高深」節目，任中文科擬卷員。
- 獲有線電視「精算俏佳人」訪問補習心得及經營方針。

## 爭議
蕭源過往多次猜對公開試題目，一度被質疑考評局試題外洩。

### 猜對題目記錄
於2007年香港中學會考中文科試卷二（寫作能力）中，其中一題題目為「檸檬茶」，巧合地與蕭源早前筆記中範文題目「凍檸茶」相似。此事引起考生於網上討論區熱烈討論，有考生更懷疑考評局有臥底，以致題目外洩。事件引起傳媒廣泛報道，次日《東方日報》作全版報道，無綫電視、亞洲電視及有線電視也播出相關新聞。
考評局其後在出版的《考試年報》中指出，假如考生背誦範文，背誦的部分將不獲評閱，又表示考評局對題目保密的制度有信心。
於2009年香港中學會考中文科卷一及卷二，蕭源再次猜對題目，分別於卷一閱讀能力一卷中《訓儉示康》一篇，其中一條題目被猜對；卷二作文被指有兩條題目被猜對，分別是第2題「升降機」及第3題「與其追求潮流，不如展現個人風格，談談你的看法」，網上猜對題分別為「樓梯與𨋢」及「潮流vs個人風格」，題目相似程度極高，只是字眼上有些少出入。事件翌日再次引起傳媒廣泛報導，其中包括《東方日報》及《太陽報》等報章。
於2010年香港高級程度會考中國語文及文化科卷四說話能力測試，蕭源被指猜對小組討論題目，分別是其中一條關於鐵路車廂應否增設女性專用車廂，在其著作《金點子》中亦有相關題目的正反論點及足夠數據供同學參考，有其他沒有補蕭源任何課程的考生質疑此舉不公平，又再懷疑是否和上述凍檸茶一樣有試題洩漏，而蕭源本人則回應小組討論一直以時事及熱門話題作為考核題材，所以對此事件不感奇怪。事件後來被《東方日報》及《太陽報》等傳媒報導。
於2010年香港中學會考中國語文卷二，蕭源再次被指猜對題目，其中以第2題「校園火警演習眾生相」被指與在試前12月提供予學生的模擬題「戲院火警演習眾生相」十分類近。

### 涉嫌接收香港中學文憑考試保密題目
蕭源（時任現代教育中國語文科導師）、其妻子蔡怡、及他的兩名香港樹仁學院中文系同學張國權（時任佛教沈香林紀念中學中文科教師、曾任2016年的考評局中文科口試主考員）和吳宏樑（時任香港華仁書院中文科教師、曾任2017年的考評局中文科口試主考員）在2018年6月4日被香港廉政公署宣佈落案起訴。案情指張國權和蔡怡涉嫌於開考後透過智能電話將2016年和2017年香港中學文憑考試（文憑試）中國語文科的保密題目傳給蕭源。吳宏樑亦使用相同方法而涉嫌將一個2017年文憑試中文科的簡介會機密資料傳給他。他們原被控「不誠實取用電腦罪」，但由於終審法院於2019年4月4日在協和小學題目外洩案中裁定「不誠實取用電腦罪」不適用於使用自己的電腦，因此律政司在2019年6月18日改控4人公職人員行為失當等罪。辯方質疑律政司修改控罪是濫用司法程序，申請永久擱置聆訊，其後在2019年10月15日被駁回。最終案件於2019年12月18日在屯門裁判法院開審。2020年5月11日，蕭源被裁定兩項串謀公職人員行為失當罪成，其妻獲判無罪，張國權及吳宏樑亦罪成。5月25日當天，蕭源被屯門法院判處監禁14個月，張國權判囚8個月，吳宏樑判囚5個月、緩刑兩年。7月20日，蕭源獲准保釋等候上訴。2021年5月20日，高等法院裁定蕭源就定罪上訴失敗、刑期上訴部分得直，但總刑期維持14個月，須即時監禁。

## 曾合作的教育機構
- 1997年–2005年：當代書院[19]
- 2005年–2015年：英皇教育
- 2015年–2018年8月：現代教育

## 相關影視作品
- 《廉政行動2022》: 胡諾言飾演的劉學思以蕭源為藍本進行改編

## 著作

### 個人小說
- 《補習天王血淚史》

### 短篇及長篇科幻小說
- 《未來未有來》
- 《天國餐廳》
- 《不死惡星》
- 《未來的冬夜，一個旅人》
- 《時空之王1》
- 《時空之王2》

### 散文
- 《寫作萬能俠》
- 《人生貼得中》
- 《補習演唱會》

### 應試參考書籍
- 《源子彈》(主要)
- 《源子彈 2》(主要)
- 《金點子1》(主要)
- 《金點子2》(主要)
- 《大事件1》(主要)
- 《大事件2》(主要)
- 《文化科有得溫》
- 《春江花月夜》
- 《文化無雙》
- 《作文應試手冊01－記敘描寫抒情篇》
- 《作文應試手冊02－說明論說論證篇》
- 《作文應試手冊03－詠物狂想寓言篇》
- 《新課程閱讀理解》
- 《新題型閱讀理解》
- 《寫作大補丸》系列
- 《寫作能力·小組討論 金點子》
- 《作文之王1》(記敘描寫抒情篇)
- 《作文之王2》(說明論說論證篇)
- 《作文之王3》(詠物狂想寓言篇)
- 《蕭源的中文筆記1》
- 《蕭源的中文筆記2》
- 《寫作能力靚字天書》
- 《如何做好閱讀理解》
- 《潮學文言文》
- 《DSE中文應試天書》
- 《作文新大陸》
- 《334HKDSE說話能力實戰手冊——唇槍舌劍》
- 《文言文閱讀理解應試攻略》
- 《古文.詩詞閱讀能力訓練》
- 《HKDSE中國語文模擬試卷MOCK PAPER》
- 《最新時事聆聽訓練》
- 《Listening聆聽訓練》vol.1
- 《Listening聆聽訓練》vol.2
- 《Listening聆聽訓練》vol.3
- 《Listening聆聽訓練》vol.4
- 《寫作大補丸》(上冊)
- 《寫作大補丸》(下冊)
- 《MC600中文小博士》(錯字‧別字篇)
- 《MC600中文小博士》(量詞、文言文篇)
- 《MC600中文小博士》(修辭、字詞判斷篇)
- 《文言文閱讀理解應試攻略》
- 《中文天卷》

## 資料來源
1. ↑  .   [2014-08-07]. （原始内容存档于2015-03-09）.
2. ↑  .   [2016-11-06]. （原始内容存档于2007-03-12）.
3. ↑  .   [29 May 2015]. （原始内容存档于2015年5月30日）.
4. ↑  .   [2022-03-27]. （原始内容存档于2020-02-22）.
5. ↑  . www.weshare.hk.   [2018-06-04]. （原始内容存档于2018-08-22） （中文（香港））.
6. ↑  會考作文題「檸檬茶」疑外洩 《蘋果日報》2007年4月29日 的存檔，存档日期2007年5月20日，.
7. ↑  回應有關2007會考中文科卷二之查詢 考評局2007年4月30日 的存檔，存档日期2007年6月2日，.
8. ↑  .   [2009-05-05]. （原始内容存档于2009-05-04）.
9. ↑  .   [2009年5月5日]. （原始内容存档于2009年9月24日）.
10. ↑  .   [2010年3月16日]. （原始内容存档于2016年3月5日）.
11. ↑  .   [2010年4月24日]. （原始内容存档于2010年4月26日）.
12. ↑  . 東網. 2020-05-25  [2024-04-14]. （原始内容存档于2020-06-03）.
13. ↑  倪清江. . 香港01. 2018-06-05  [2018-06-05]. （原始内容存档于2018-10-13）.
14. ↑  . 明報. 2018-06-04  [2018-06-04]. （原始内容存档于2018-10-13）.
15. ↑  . 東網.   [2020-05-11].
16. ↑  . now新聞. 2020-05-25  [2024-03-25]. （原始内容存档于2021-12-08）.
17. ↑  . 東網.   [2020-05-25]. （原始内容存档于2020-06-03）.
18. ↑  . 香港01.   [2021-05-20]. （原始内容存档于2021-10-09）.
19. ↑  .   [2016-11-06]. （原始内容存档于2016-11-07）.

## 外部連結
- 蕭源網站 （页面存档备份，存于）
- 蕭源小說《時界少年》